# Adineta longicornis
Adineta longicornis är en hjuldjursart som beskrevs av Murray 1906. Adineta longicornis ingår i släktet Adineta och familjen Adinetidae. Inga underarter finns listade i Catalogue of Life.